# El Joe, la leyenda
El Joe la leyenda, es una telenovela colombiana producida por RCN Televisión. Creada y escrita por Andrés Salgado y Natalia Ospina y dirigida por Herney Luna, galardonada como mejor telenovela en los Premios India Catalina 2012. Está basada e inspirada en la vida y obra musical del cantante cartagenero de salsa y música folclórica Álvaro José Arroyo, más conocido como Joe Arroyo. 
Está protagonizada por Jair Romero, Estefanía Borge y Mauro Castillo, con la actuación antagónica de  Andrés Suárez y Victor Hugo Trespalacios. Aunque en su estreno llegó a registrar 23,7 de índice de audiencia personas y más de 49 en hogares, su audiencia promedio final fue de 15,1 de índice de audiencia personas y 36,2 de índice de audiencia hogares logrando ser uno de los mayores éxitos telenoveleros.

## Sinopsis
Por las calles de Cartagena camina moribundo Álvaro José El Joe Arroyo (Jair Romero), quien busca de manera desesperada a Jacqueline Ramón (Estefanía Borge) para convencerla de que no se case con otro hombre. En medio del deliro producido por la agonía, Joe comienza a recordar los momentos felices que vivió con ella en la década del setenta en tiempos del Carnaval de Barranquilla.
En esa época, Joe es gozadera pura. Canta en la orquesta ‘La Protesta’ y está comprometido para casarse con Adela Martelo (Jeymmy Paola Vargas), su novia de adolescencia, pero por el gran desorden que forman las fiestas del carnaval joe se tropieza con la aristócrata Jacqueline Ramón, quien es hija de un empresario musical llamado Aníbal Ramón (Flavio Caballero), dueño de la Disquera Caribe. El flechazo entre los dos es inmediato y viven los más intensos días de pasión en medio de las fiestas. Jackeline, no le cuenta a Joe que su papá es una persona prestante en la sociedad barranquillera por miedo a que la valoren solo por lo que tiene, pero al ver el talento de Arroyo, le promete que le va a ayudar a realizar sus sueños de ser músico. Después, Joe se termina enterando de dónde proviene ella, debido a que Aníbal está buscando un cantante para montar una orquesta y se interesa en él.
En un principio, todo parece perfecto, pero en el camino se atraviesa Francisco Vergara (Andrés Suárez), mano derecha de Aníbal y eterno pretendiente de Jacqueline, que al darse cuenta de la atracción de su pretendida por Joe, le mete cizaña al señor Ramón diciéndole que su hija no se puede juntar con una persona ‘negra y pobre’. Adicionalmente, hace firmar a Arroyo un contrato en el que lo deja esclavizado de por vida y sacándole hasta el último centavo, sin darle nada de participación a DISCOS CARIBE.
Mientras tanto, Fruko (Diego Vásquez (actor)), director musical de la orquesta Fruko y sus Tesos, quien también se interesa en llevarse a Joe para su orquesta, se da cuenta de que el contrato firmado es perjudicial. Al ver la situación, Joe asume que Jacqueline y su padre están involucrados en un plan para aprovecharse de su ingenuidad. En simultánea, Aníbal descubre robos continuos que Francisco ha hecho a la disquera por medio de contratos y se altera sin saber que Joe y Fruko van a aparecer para reclamarle, llevando la discusión al límite.
En ese mismo instante, Jacqueline y su tía Cecilia Ramón (Carmenza Gómez), ven la situación y ante los ojos de ellas quedan como los culpables Joe y Fruko, dejando a Francisco como el salvador y protector de la familia Ramón. Jacqueline y Álvaro José El "Joe Arroyo" se declaran la guerra a pesar de la atracción infinita que ha surgido entre los dos. Posteriormente, Arroyo se casa con Adela y se va para Medellín con Fruko a trabajar en Discos Fuentes. Pasado algún tiempo, aparece Francisco para trabajar en la disquera. Joe ahora no sólo debe soportar a su enemigo como jefe sino como novio de Jacqueline que también llega a prestar sus servicios de fotógrafa.
Al volverse a ver, se dan cuenta de que la llama del amor sigue viva a pesar de las heridas. Los dos entrarán en la disyuntiva de escoger entre lo que conviene hacer o dejar fluir sus sentimientos. Jacqueline y Joe tendrán que luchar contra las intrigas de Francisco, los prejuicios sociales y los azares del destino que los llevarán a buscar el amor en otras personas que no los satisfacen y que vuelven infructuoso el intento mutuo por olvidarse.

## Lugares de grabación
Esta novela está grabada en locaciones como los imponentes paisajes de Cartagena, Barrancabermeja, Barranquilla, Medellín, Bogotá, localidad Simón Bolívar Sur, Barrio Santa Rosa y en el Barrio Alcázar, San Basilio de Palenque y se desarrolla en los años 70 y 80, etapa de mayor auge en la carrera musical del artista. Así mismo, en la historia de ‘El Joe’, se mostrarán tradiciones tan especiales como el Carnaval de Barranquilla y la inspiración que el músico encontró en San Basilio de Palenque, una población ubicada en Bolívar, que tiene arraigadas raíces africanas y que lo influenció para componer algunos de sus temas más conocidos.

## Elenco
- Jair Romero — Álvaro José "El Joe" Arroyo
- Estefanía Borge — Jacqueline Ramón
- Mauro Castillo — Wilson "Saoko" Manyoma
- Andrés Suárez — Francisco Vergara
- Jeimmy Paola Vargas — Adela Martelo
- Jairo Camargo — Gonzalez
- Diego Vásquez — Julio Ernesto Estrada "Fruko"
- Kimberly Reyes — Luz Mary
- María Teresa Carrasco Rey — "La Profe" Maria Paola
- Ilja Rosendahl — Dr. Henríquez
- Ramsés Ramos — Víctor del Real "El Nene"
- Isabel Cristina Estrada — Aura de Estrada
- Carmenza Gómez — Cecilia Ramón "La Tía Ceci"
- María Isabel Henao — Nancy Bernal de Carrillo
- Walter Díaz — Edulfamid Molina Díaz "Piper Pimienta"
- Víctor Hugo Trespalacios — Eugenio Trespalacios
- Ley Martin — Jhonny Salgado (Jimmy Salcedo en la vida real)
- Juan Alfonso Baptista — Iván Nava
- Ana Lucía Silva — María Inés
- Paola Tovar — Belén
- Sergio Borrero — Joche
- Martín Armenta — Roberto Solano
- Patricia Tamayo — Myriam Rocca
- Silvio Andrés Ruiz Pérez — Dinkol Arroyo "Lil Silvio"
- Félix Antequera — Antonio Fuentes
- Diego Vásquez — Gustavo García
- James Vargas — Luis Martelo "Luchito"
- Fernando Arévalo — Polo
- Horacio Tavera — Pedro Spirko
- Eileen Roca Torralvo — Rosario
- Milena Granados — La hiena
- Giselle Jiménez — Adela Arroyo
- Alisson Vega Andrade — Tania Arroyo
- Felipe Calero — Chelito De Castro
- Jhonny Acero — Flaminio
- Magali Caicedo — Ángela González
- Alejandro Palacio — Pepe Lara
- Flavio Caballero — Aníbal Ramón
- Sebastián Sánchez — Juventino Requejo
- Carlos Guerrero — Voz de Álvaro José "El Joe" Arroyo

## Premios y nominaciones

### Premios India Catalina
| Año  | Categoría                                       | Nominado(a)                    | Resultado |
| ---- | ----------------------------------------------- | ------------------------------ | --------- |
| 2012 | Mejor telenovela                                | Mejor telenovela               | Nominada  |
| 2012 | Mejor actor protagónico de telenovela           | Jaír Romero                    | Nominado  |
| 2012 | Mejor actriz protagónica de telenovela          | Estefanía Borge                | Nominada  |
| 2012 | Mejor actor antagónico de telenovela            | Andrés Suárez                  | Nominado  |
| 2012 | Mejor actor de reparto de telenovela            | Diego Vásquez                  | Nominado  |
| 2012 | Mejor actor de reparto de telenovela            | Ramsés Ramos                   | Nominado  |
| 2012 | Mejor actor de reparto de telenovela            | Víctor Hugo Trespalacios       | Nominado  |
| 2012 | Mejor actriz de reparto                         | Carmenza Gómez                 | Nominada  |
| 2012 | Mejor actriz de reparto                         | Isabel Cristina Estrada        | Nominada  |
| 2012 | Mejor actriz de reparto                         | Jeymmy Paola Vargas            | Nominada  |
| 2012 | Mejor actriz/actor revelación del año           | Jair Romero                    | Nominado  |
| 2012 | Mejor actriz/actor revelación del año           | Mauro Castillo                 | Nominado  |
| 2012 | Mejor actriz/actor revelación del año           | Jeymmy Paola Vargas            | Nominada  |
| 2012 | Mejor director de telenovela                    | Herney Luna                    | Nominado  |
| 2012 | Mejor historia y libreto original de telenovela | Andrés Salgado, Natalia Ospina | Nominados |
| 2012 | Mejor banda sonora de telenovela                | Nicolás Uribe                  | Nominado  |
| 2012 | Mejor edición de telenovela                     | Catalina García                | Nominado  |
| 2012 | Mejor arte de telenovela                        | Mónica Marulanda               | Nominada  |
| 2012 | Mejor fotografía de telenovela                  | Jaime Gavilán                  | Nominado  |

### Premios TVyNovelas
| Año  | Categoría                                       | Nominado(a)                    | Resultado |
| ---- | ----------------------------------------------- | ------------------------------ | --------- |
| 2012 | Telenovela favorita                             | Telenovela favorita            | Nominada  |
| 2012 | Actriz protagónica favorita de telenovela       | Estefanía Borge                | Nominada  |
| 2012 | Actor protagónico favorito de telenovela        | Jaír Romero                    | Nominado  |
| 2012 | Actor antagónico favorito de telenovela         | Andrés Suárez                  | Nominado  |
| 2012 | Actor antagónico favorito de telenovela         | Víctor Hugo Trespalacios       | Nominado  |
| 2012 | Actriz de reparto favorita de telenovela        | Isabel Cristina Estrada        | Nominada  |
| 2012 | Actriz de reparto favorita de telenovela        | Kimberly Reyes                 | Nominada  |
| 2012 | Actor de reparto favorito de telenovela         | Diego Vásquez                  | Nominado  |
| 2012 | Actriz o actor revelación de telenovela o serie | Mauro Castillo                 | Nominado  |
| 2012 | Director favorito de telenovela o serie         | Herney Luna                    | Nominado  |
| 2012 | Libretista favorito de telenovela o serie       | Andrés Salgado, Natalia Ospina | Nominados |
| 2012 | Tema musical favorito de telenovela o serie     | Nicolás Uribe                  | Nominado  |

## Controversias
La telenovela recibió críticas en Colombia, especialmente en la Costa Atlántica de donde era oriundo Joe Arroyo, por su falta de realismo respecto a la vida de "el Joe" y de muchos de sus personajes, incluyendo una supuesta influencia de la protagonista Jacqueline Ramón, quien es mostrada en la telenovela con una vida cargada de sufrimiento, siendo sumisa y bondadosa y capaz de superar a lo largo de la historia las intrigas, envidias y engaños de competidores del cantante; aunque en su momento se desmintió que este personaje se basara en el testimonio directo de su última esposa, en diversas entrevistas y medios noticiosos personalidades y amigos cercanos de Joe Arroyo señalaron que la mayor evidencia de la relación entre la producción de la telenovela y Jacqueline Ramón era su carga dramática y protagónica dentro de la historia en la que además, ella funge como la salvadora de Joe Arroyo en una época en la que supuestamente comienza a crear adicción por drogas y alcohol, hechos que fueron desmentidos por el cantante en una entrevista para la revista Rolling Stones en 2004 ya que sus quebrantos de salud en la época de los 80's fueron usados para crear mitos sobre su fallecimiento o su profunda decaída artística y personal causada por una drogadicción no comprobada. Dicha entrevista realizada en Argentina, tuvo lugar el año anterior a su matrimonio con Jacqueline Ramón en 2005.
Dentro de la historia de la telenovela además, se muestra a una tía de Joe Arroyo en la que recaen penas y sufrimientos de una forma más metafórica que real, mostrándosela además como un personaje fundamental en la vida del cantante, desestimando la existencia o la importancia de otros miembros de su familia en la realidad; tampoco existen evidencias de una casa o sello discográfico que deba su éxito o su caída por la obra de Joe Arroyo y que sirvió como telón de fondo y nacimiento del romance entre Joe Arroyo y Jacqueline Ramón en la telenovela.

### Demanda por derechos de autor
Adicionalmente, Mauricio Silva Guzmán, biógrafo de Joe Arroyo y escritor del libro El Centurión de la Noche: Joe Arroyo, una vida cantada, demandó penalmente al Canal RCN por violación de derechos de autor; el periodista argumentó que Andrés Salgado -libretista de El Joe, la leyenda- y sus socios de la firma Primetime, intentaron comprar a Silva los derechos de su libro con el propósito de adaptarlo para televisión, el 30 de abril de 2008, el mismo día en que se lanzó el libro biográfico. Silva habría llegado a acuerdos con la producción y el canal de televisión que finalmente presentó una propuesta distinta para hacer la telenovela, desestimando la biografía (en la que Silva Guzmán trabajó por cuatro años), pero tomando elementos de la misma o modificándola para propósitos de la producción.